# 하라 히로시
하라 히로시(原広司, 1936년 9월 9일~2025년 1월 3일)는 일본의 건축가이다.

## 학력
- 1955년 나가노현 이다 고등학교 졸업, 도쿄 대학 입학
- 1959년 도쿄 대학 공학부 건축학과 졸업
- 1964년 도쿄 대학 대학원 수학물리학연구과 건축학 박사과정 수료

## 경력
- 1961년 RAS Design 동인 설립
- 1964년 도요 대학 공학부 건축학과 준교수
- 1969년 도쿄 대학 산업과학연구소 준교수
- 1982년 도쿄 대학 산업과학연구소 교수
- 1999년 도쿄 대학 정년퇴직, 도쿄 대학 명예교수 작위

## 작품
- 1967년 사쿠라 시립 시모시즈 초등학교
- 1986년 다자키 미술관 - 일본 건축학회상
- 1988년 이이다 시립 미술관
- 1993년 우메다 스카이 빌딩
- 1997년 교토역 복합단지
- 1998년 미야기현립도서관
- 1999년 도쿄 대학 첨단과학기술센터
- 2001년 도쿄 대학 산업과학연구소
- 2001년 삿포로 돔
- 2003년 에치고츠마이리사도야마 현대미술관
- 2005년 시모키타 극설돔
- 2017년 게이마츠 유치원
- 2017년 eggg Cafe

## 수상
- 1983년 프랑스 라빌레트 공원(Parc de la Villette) 국제디자인공모전
- 1986년 루멘 어워드
- 1986년 일본건축학회상(다자키 미술관)
- 1988년 토고 무라노상(야마토 인터내셔널)
- 1988년 산토리 과학기술상(공간<기능에서 측면>까지)
- 1993년 닛케이 BP 기술상 대상(우메다 스카이 빌딩)
- 2001년 브루넬 건축상, 장려상(교토역 빌딩)
- 2003년 일본건축협회상(삿포로 돔)
- 2003년 BCS 어워드(삿포로 돔)
- 2013년 일본건축학회 대상